# Józef Korol
Józef Korol, ps. „Starosta”, „Hajducki”, „Konig” (ur. 10 grudnia 1900 w Strzelcach Opolskich, zm. 27 sierpnia 1940 w Wiśle-Jaworniku) – pracownik administracji publicznej, starosta tarnogórski w latach 1931–1935, działacz narodowy.

## Życiorys
Urodził się w rodzinie Karola i Gertrudy z Wolnych. Ojciec był robotnikiem kolejowym, a od 1919 r. naczelnikiem stacji kolejowej w Starym Oleśnie. Uczęszczał do czteroletniej szkoły ludowej początkowo w Strzelcach Opolskich, a następnie w Jełowie i Opolu. W Opolu też w 1911 r. rozpoczął naukę w gimnazjum humanistycznym. Przerwało ją powołanie do armii niemieckiej z dniem 1 grudnia 1917 r. Z 6. batalionem strzelców polowych walczył od 1 marca 1918 r. na froncie francuskim, m.in. nad Marną, pod Cambrai i Ypres. Wyróżniał się w walce, za co odznaczony został Krzyżami Żelaznymi I i II klasy, ukończył też kurs oficerski. Zdemobilizowany został 28 listopada 1918 r. w stopniu sierżanta i aspiranta na oficera.
Po ukończeniu w 1919 r. specjalnego kursu dla uczestników wojny w Gimnazjum Królewskim w Kluczborku i uzyskaniu świadectwa dojrzałości (17 września) podjął studia na Wydziale Prawa Uniwersytetu we Wrocławiu. W 1920 r. z powodu zaangażowania w akcję plebiscytową przerwał studia. Od stycznia 1920 r. pracował bezpłatnie w Polskim Komisariacie Plebiscytowym, gdzie został przydzielony do służby wywiadowczej. 20 marca 1921 r. podczas trwania akcji plebiscytowej jego ojciec, pracujący jako dyżurny ruchu na stacji kolejowej w Oleśnie Śląskim, został zabity przez niemiecką bojówkę.
Od maja do czerwca 1921 r. brał udział w III powstaniu śląskim. Po zakończeniu powstania przeniósł się do Świętochłowic, gdzie podjął pracę w służbie samorządowej przy Wydziale Powiatowym, gdzie od 22 lipca 1922 do 16 lipca 1928 r. zajmował różne stanowiska. Od 1924 r. studiował na Wydziale Prawa i Administracji Uniwersytetu Jagiellońskiego i po złożeniu egzaminów 25 czerwca 1928 r. uzyskał tytuł magistra prawa. 17 lipca 1924 r. wstąpił do służby państwowej w Śląskim Urzędzie Wojewódzkim, został skierowany do starostwa w Świętochłowicach. Po złożeniu egzaminu praktycznego mianowany z dniem 1 stycznia 1929 r. referendarzem, a 1 marca 1929 r. został wicestarostą świętochłowickim. Działał w Związku Powstańców Śląskich. Z ramienia ZPŚ był opiekunem Oddziału Młodzieży Powstańczej. W sierpniu 1931 r. objął funkcję starosty w Tarnowskich Górach, w 1937 r. powołany został na stanowisko dyrektora biur Zarządu Miejskiego w Chorzowie, zaś w kwietniu 1939 r. awansował na wiceprezydenta tego miasta. 1 września 1929 r. został awansowany do stopnia podporucznika rezerwy piechoty, z 740 lokatą oraz z przydziałem do Oficerskiej Kadry Okręgowej numer V w Krakowie.
Aktywność Korola w zwalczaniu organizacji hitlerowskich na Śląsku przyczyniła się do wpisania jego nazwiska do książki Sonderfahndungsbuch Polen, co równoznaczne było z nakazem aresztowania go przez hitlerowskie służby specjalne po zajęciu tego obszaru przez III Rzeszę. Po wybuchu wojny Korol zmuszony był się ukrywać, jednak od początku okupacji niemieckiej czynnie włączył się w prace konspiracyjne, zakładając Polską Organizację Powstańczą (POP), która swym zasięgiem objęła cały Górny Śląsk. W październiku 1939 r., na rozkaz Komendy Obszaru Krakowskiego Służby Zwycięstwu Polski (SZP), rozpoczął tworzenie struktur SZP na Śląsku. W grudniu 1939 r. został komendantem Okręgu Śląskiego SZP. W tym czasie ukrywał się kolejno w domu maszynisty kolejowego Posza w Niedzieliskach, od połowy października 1939 r. w mieszkaniu Augustyny i Jerzego Kołoczków w Katowicach przy ul. Wileńskiej 11, a następnie w Goczałkowicach-Zdroju, Dziedzicach, Wiśle (w willi Szalińskiego) oraz w wiślańskich Głębcach (w willi Halamy).
Po utworzeniu Związku Walki Zbrojnej (ZWZ) podporządkował jej swe struktury SZP i został komendantem ZWZ Okręgu Śląskiego. Latem 1940 r. ukrywał się w zakonspirowanej kwaterze w willi „Lusia” w Wiśle-Jaworniku. W dniu 27 sierpnia 1940 r. do willi przybyła grupa żandarmerii niemieckiej w celu wywłaszczenia właściciela i przejęcia budynku. Ukrywający się w budynku Korol posiadał przy sobie pocztę, która miała być zabrana poprzedniego dnia przez kurierkę. Gdy hitlerowcy dobijali się do drzwi, począł pospiesznie palić dokumenty. Nie doczekawszy się otwarcia, żandarmi odchodzili już w przekonaniu, że budynek jest niezamieszkany, lecz jeden z nich zauważył dym unoszący się z komina. Na ten widok cała grupa żandarmów zawróciła. Korol, przebywający w willi bez ubezpieczenia, otworzył do nich ogień i po krótkiej walce zginął. Został pochowany na cmentarzu komunalnym w Cieszynie (sektor XXII-4-13).
Gen. bryg. Stefan Rowecki „Grot” pośmiertnie awansował Józefa Korola do stopnia porucznika.
Józef Korol był żonaty z Władysławą z domu Lazar. Mieli troje dzieci. Jego rodzina do końca II dekady września ukrywała się w Kołkowie w okolicach Pińczowa, a następnie do początków października w Niedzieliskach k. Szczakowej. Dalszą część lat wojennych spędzili ukrywając się w Warszawie, gdzie Władysława poznała swego przyszłego drugiego męża, aktora Bolesława Mierzejewskiego.

## Ordery i odznaczenia
- Krzyż Srebrny Orderu Virtuti Militari (pośmiertnie, 19 marca 1942)[8]
- Krzyż Kawalerski Orderu Odrodzenia Polski (pośmiertnie, 25 czerwca 1946)[9]
- Złoty Krzyż Zasługi (11 listopada 1934)[10]
- Krzyż Żelazny I i II klasy (Cesarstwo Niemieckie)

## Upamiętnienie
Na budynku w Wiśle-Jaworniku, w którym się ukrywał i zginął Józef Korol, umieszczono tablicę pamiątkową. W Tarnowskich Górach nazwano jego imieniem jedną z ulic. Grobowiec Józefa Korola, dowódcy śląskiego okręgu Związku Walki Zbrojnej, położony na cmentarzu komunalnym w Cieszynie, zostanie uhonorowany 27 września 2024 roku przez Instytut Pamięci Narodowej plakietą „Grób Weterana Walk o Wolność i Niepodległość Polski”.